# 孔亮

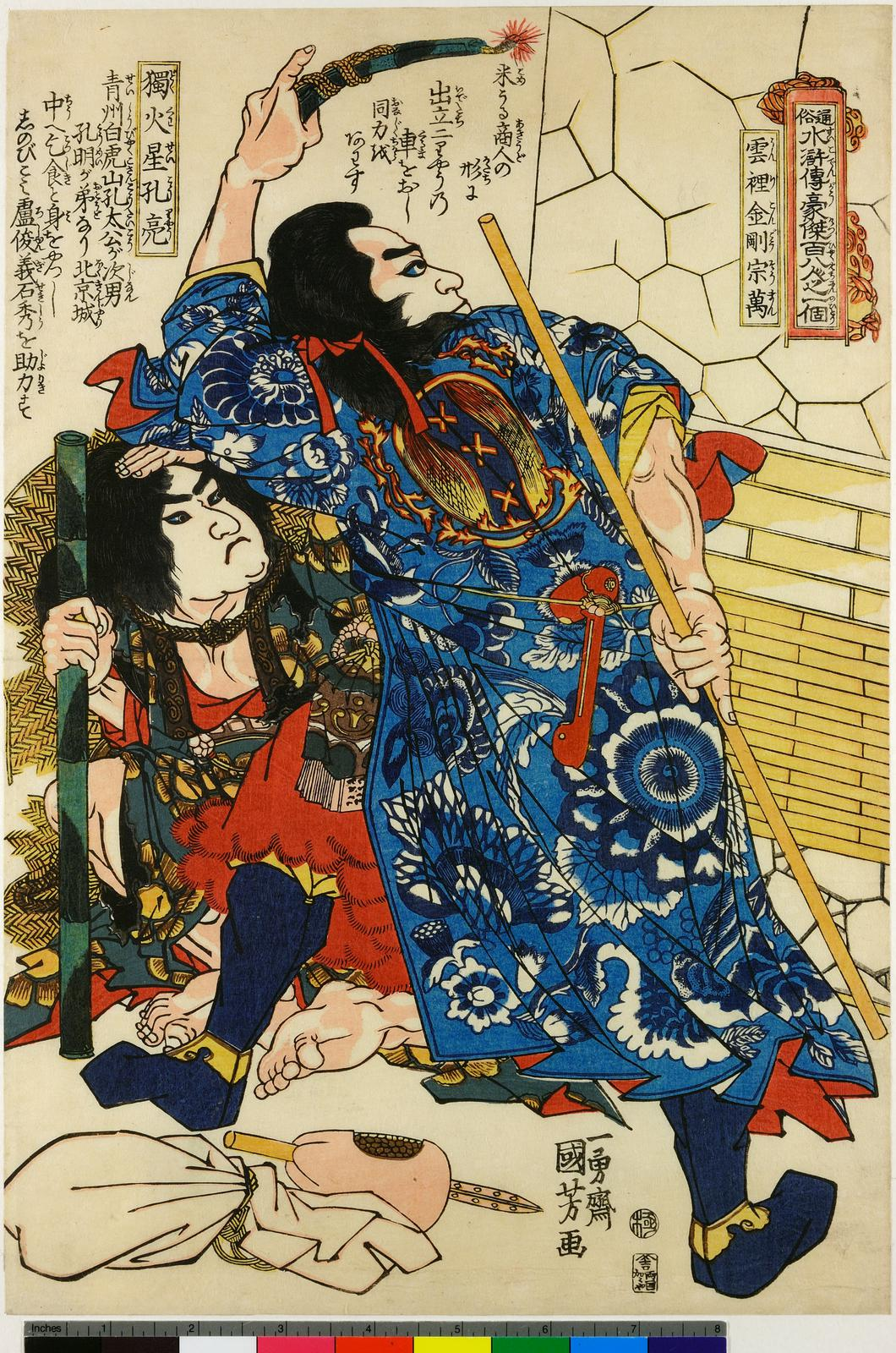
孔亮

孔 亮（こう りょう）は、中国の小説で四大奇書の一つである『水滸伝』の登場人物。

## キャラクター概要
地狂星の生まれ変わりで、梁山泊第六十三位の好漢。渾名は独火星（どっかせい）で、不吉な意味をもつ火星と、兄・孔明よりも短気な性格が相まったことに由来。
中国文学者の高島俊男は、書籍『水滸伝人物事典』にて「兄ともども名前は諸葛孔明（名が亮）をもじったもの」と指摘しているが、智謀の片鱗も見せない人物である。

## 物語中での活躍
元は青州の白虎山の麓に住む金持ちの息子であり、喧嘩好きで兄の孔明ともに手下を引き連れて地元で暴れ回っていた。殺人で逃亡していた宋江を匿い、孔明とともに彼から棒術を習う。ある日、居酒屋で暴れている行者風の大男と揉めて喧嘩になるが、逆に大怪我を負わされた上に谷川に落とされてしまい、そのまま自分の屋敷に逃げ帰った。そのことを孔明に話し、仕返しすべく孔明とともに手下を引き連れてその大男を探しに行った。そして、孔明がその大男が酔っぱらって河に落ちていたところを発見し、引っ張り上げてそのまま捕らえて自らの屋敷に連行する。しかし、宋江によってその大男は虎を殴り殺した武松であることを知ると、慌てて縄を解いて謝罪し、彼を手厚く持てなした。そして、二竜山に向かう武松と清風鎮へ向かう宋江と別れを惜しみつつ見送った。
その後、父が亡くなって兄とともに強欲な土地の金持ちと諍いを起こし、その金持ちの一家を皆殺しにしてしまったため、やむなく家族と手下を連れて白虎山に立てこもり、山賊業を生業としていく。しかし、数年後、青州城内に住んでいた叔父（孔賓）が山賊の親戚だという理由で、青州知事の慕容彦達に捕らえられたことを知ると、すぐに孔明とともに叔父を救うべく手下を引き連れて青州城を襲うが、桃花山と二竜山の山賊討伐をしていた呼延灼が知らせを聞いて引き返して来てしまい、孔明が呼延灼に捕らわれてしまうが、自身は白虎山に何とか逃げ帰る。その後、桃花山と二竜山と協力し、さらに梁山泊も加わって青州城を攻めて呼延灼を捕らえ、秦明が慕容彦達を討ち取って、青州城を陥落させ、孔明と叔父を救出し、そのまま孔明とともに梁山泊に加わる。
入山後は、孔明とともに中軍を護衛する歩兵軍驍将に任命される。その後も、孔明とともに行動し、北京攻め、曾頭市攻め、東平府攻めなど多くの戦いに加わる。朝廷招安後も、孔明とともに行動し、遼国戦や田虎、王慶討伐に参戦するが、方臘討伐の蘇州攻めで昆山へ向かう途中に船から落ちて溺死した。
| スタブアイコン | サブスタブ | この項目は、まだ閲覧者の調べものの参照としては役立たない、文学に関連した書きかけの項目です。この項目を加筆・訂正などしてくださる協力者を求めています（P:文学、PJ:ライトノベル）。項目が小説家・作家の場合には{Writer-substub}を、文学作品以外の本・雑誌の場合には{Book-substub}を貼り付けてください。 |